# Johann van Zyl
Pour les articles homonymes, voir van Zyl.
Johann van Zyl est un coureur cycliste sud-africain né le 2 février 1991 au Cap.

## Biographie
Johann van Zyl naît le 2 février 1991 au Cap en Afrique du Sud.
Membre de Caja Rural amateur de 2011 à 2012, il entre dans l'équipe MTN-Qhubeka en 2013. Fin 2015 il prolonge le contrat qui le lie à son employeur.

## Palmarès et classements mondiaux

### Palmarès
- 2006[1]
  - 2e du championnat d'Afrique du Sud du contre-la-montre cadets
- 2008
  -  Champion d'Afrique du Sud sur route juniors
- 2009
  -  Champion d'Afrique du Sud du contre-la-montre juniors
  - 1re étape de la Vuelta al Besaya
- 2010
  -  Champion d'Afrique du Sud sur route espoirs
- 2011
  -  Champion d'Afrique du Sud sur route espoirs
  -  Champion d'Afrique du Sud du contre-la-montre espoirs
  - 2e de l'Andra Mari Sari Nagusia
- 2012
  - Insalus Saria
  - 2e du San Roman Saria
- 2013
  - 5e étape du Tour de Corée (contre-la-montre par équipes)
  - 4e étape du Tour du Rwanda
- 2015
  - 6e étape du Tour d'Autriche[n 1]
- 2016
  - 3e du championnat d'Afrique du Sud du contre-la-montre

### Résultats sur les grands tours

#### Tour d'Espagne
2 participations
- 2015 : 128e
- 2018 : 122e

#### Tour d'Italie
2 participations
- 2016 : 79e
- 2017 : 149e

### Classements mondiaux
| Année           | 2010 | 2011 | 2012 | 2013 | 2014 |
| --------------- | ---- | ---- | ---- | ---- | ---- |
| UCI Africa Tour | 57e  | 97e  |      |      | 155e |
| UCI Asia Tour   |      |      |      | 347e | 353e |